# Thrombozytenkonzentrat

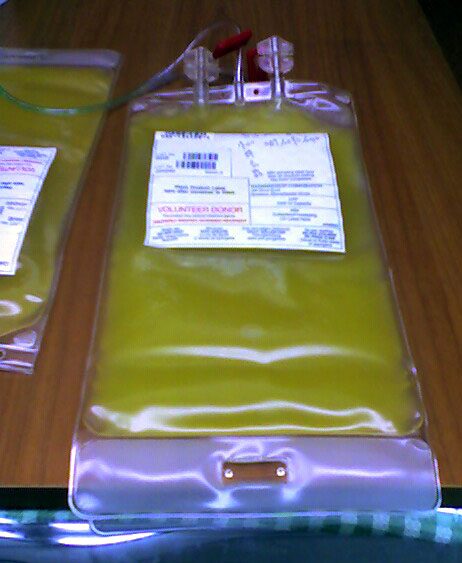
Thrombozytenkonzentrat

Ein Thrombozytenkonzentrat (TK) ist ein medizinisches Produkt, das aus menschlichem Blut gewonnen wird (Blutprodukt). Es dient dazu, einen Mangel an Blutplättchen (Thrombozyten) beim Patienten durch Transfusion auszugleichen. Diese spielen eine herausragende Rolle in der Blutgerinnung.
Man unterscheidet drei Arten von Thrombozyten-Konzentraten:
- Leukozytendepletiertes Pool-Thrombozytenkonzentrat
- Leukozytendepletiertes Apherese-Thrombozytenkonzentrat
- Bestrahltes Thrombozytenkonzentrat

Bei allen Thrombozytenkonzentraten muss eine Lagerungstemperatur von +22 °C ±2 K eingehalten werden. Bei der Lagerung ist auf ständige Agitation zu achten, wobei die Lagerung so kurz wie möglich, jedoch nicht länger als maximal fünf Tage nach Spende erfolgen darf.
Verschiedene Ursachen (z. B. auch Medikamente) bzw. Krankheitsbilder können zu einem Mangel an Thrombozyten führen, zur sog. Thrombozytopenie. Unterschreitet die Zahl der Thrombozyten eine bestimmte Untergrenze (50.000/µl), kann dies zu unstillbaren Blutungen nach Verletzungen oder bei Operationen führen. Ein noch weiterer Abfall der Anzahl dieser Blutplättchen (<10.000/µl) verursacht schließlich auch Spontanblutungen, d. h. Blutungen ohne äußere Ursache. Beispielsweise vor Operationen oder bei bestehender Gefahr von Spontanblutungen können diesen Patienten prophylaktisch Thrombozytenkonzentrate transfundiert werden.